# Escala Facultativa Superior
El personal del Cuerpo de la Guardia Civil se agrupa en diferentes escalas: Escala Superior de Oficiales, Escala de Oficiales, Escala de Suboficiales y Escala de Cabos y Guardias, Escala Facultativa Superior y Escala Facultativa Técnica, en función de las facultades profesionales asignadas al conjunto de los empleos de cada una de ellas y el grado educativo exigido para la incorporación a las mismas.
La escala facultativa superior incluye los empleos de Teniente a Coronel.

## Acceso
Para el ingreso en la Escala Facultativa Superior, se exigirá título de licenciado universitario en aquella/s especialidad/es especificadas en la convocatoria de ingreso, teniendo en cuenta los cometidos y facultades profesionales que se deban desempeñar en la puesto de destino.
Se accede a la escala a través de dos vías:
- Por ingreso directo, tras superar un concurso oposición. Los seleccionados deberán realizar un curso de un año a través de diferentes fases:

- 1ª Fase: Academia General Militar Ejército de Tierra
- 2ª Fase: Academia de Oficiales Sección San Lorenzo de El Escorial
- 3ª Fase: Academia de Oficiales Sección Aranjuez
- 4ª Fase: Formación Práctica

- Por cambio de escala: Se reserva un cupo de plazas a las que pueden presentarse aquellos Guardias Civiles pertenecientes al resto de escalas y estén en posesión de la titulación universitaria exigida . Una vez superado el concurso-oposición se incorporarán a la 3ª Fase (Academia de Aranjuez) del curso que realizan los provenientes de ingreso directo.

A nivel de escalafón quedan encuadrados tras los componentes de la Escala Superior de Oficiales.